# Matna
Matna (arab. متنا) – wieś w Syrii, w muhafazie Hama. W 2004 roku liczyła 489 mieszkańców.